# Omnibot 17μ i-SOBOT
Omnibot 17μ i-SOBOT（オムニボットワンセブンミュー アイソボット）はかつてタカラトミーが開発、生産した二足歩行ロボット。

## 概要
2007年10月24日に発売された当時は最も安価(¥31,290)に購入できる世界最小の二足歩行ロボットで、これまで技術力や資金力のある一部の愛好家にしか手が届かなかった二足歩行ロボットが一般の消費者達に普及するきっかけとなった。
身長は16.5cm、重量は約350gで小型でありながらジャイロセンサーや17の自由度(個々のサーボモーターで駆動される関節)を有しており、格闘技のポーズ等幅広い動作が可能。
動作の要となるサーボモーターはタカラトミーが独自に開発し、制御システムはオリジナルの「i-SOBOTアーキテクチャー」で、19個のCPUをリアルタイムに制御している。ジャイロセンサーを搭載し、自動的にバランスを取りながらスムーズなアクションを行なうことが可能。またプログラムされた動作のみならず、i-SOBOTは赤外線通信で遠隔操作が可能。本体の電源は3本の単4形のeneloopを使用する。
開発時は『マイクロマシン』という名称だった。
2007年6月に、「世界で最も小さな人型の量産ロボット」としてギネス世界記録に認定された。
2008年に「今年のロボット」大賞 （経済産業大臣賞）やグッドデザイン賞、金賞を受賞した。
2009年にミズノから新発売されるゴルフ用品「JPX E600」のプロモーション応援団長に『i-SOBOT』が就任した。
生産終了後もタカラトミーではロボット開発を継続するため研究開発法人との共同開発を模索し、2016年に公募されたJAXA の「宇宙探査イノベーションハブ」共同研究提案に応募、月面探査ロボット「SORA-Q」の開発がスタートした。